# Paweł Golański
Paweł Golański (Łódź, 12 ottobre 1982) è un ex calciatore polacco, di ruolo difensore.

## Carriera

### Club
Dopo aver iniziato in seconda divisione con l'ŁKS Łódź, fu acquistato nel 2005 dal Korona Kielce, squadra di Orange Estraklasa, e contribuì al raggiungimento della finale di Coppa di Polonia 2007 dove il Korona fu sconfitto dal Dyskobolia Grodzisk Wielkopolski 0-2. Sempre nel 2007 fu acquistato dalla Steaua Bucarest su ordine di Gheorghe Hagi. Tuttavia l'allenatore romeno fu costretto a dimettersi due mesi dopo l'arrivo di Golański.

### Nazionale
Con la Polonia conta 14 presenze impreziosite da una rete. Fu parte della rappresentativa Under-18 che trionfò europei di categoria del 2001. Giocò la sua prima partita con la Nazionale maggiore nel 2006 in occasione dell'amichevole persa 0-2 contro la Danimarca.
È stato convocato dal Commissario tecnico Leo Beenhakker per il campionato d'Europa 2008.

## Palmarès

### Club

#### Competizioni nazionali
- Supercoppa di Romania: 1

Targu Mures: 2015

### Nazionale

#### Competizioni giovanili
- Campionato d'Europa Under-18: 1

Finlandia 2001

## Statistiche

### Cronologia presenze e reti in nazionale
| Cronologia completa delle presenze e delle reti in nazionale ― Polonia | Cronologia completa delle presenze e delle reti in nazionale ― Polonia | Cronologia completa delle presenze e delle reti in nazionale ― Polonia | Cronologia completa delle presenze e delle reti in nazionale ― Polonia | Cronologia completa delle presenze e delle reti in nazionale ― Polonia | Cronologia completa delle presenze e delle reti in nazionale ― Polonia | Cronologia completa delle presenze e delle reti in nazionale ― Polonia | Cronologia completa delle presenze e delle reti in nazionale ― Polonia |
| Data                                                                   | Città                                                                  | In casa                                                                | Risultato                                                              | Ospiti                                                                 | Competizione                                                           | Reti                                                                   | Note                                                                   |
| ---------------------------------------------------------------------- | ---------------------------------------------------------------------- | ---------------------------------------------------------------------- | ---------------------------------------------------------------------- | ---------------------------------------------------------------------- | ---------------------------------------------------------------------- | ---------------------------------------------------------------------- | ---------------------------------------------------------------------- |
| 16-8-2006                                                              | Odense                                                                 | Danimarca                                                              | 2 – 0                                                                  | Polonia                                                                | Amichevole                                                             | -                                                                      | 46’                                                                    |
| 6-9-2006                                                               | Varsavia                                                               | Polonia                                                                | 1 – 1                                                                  | Serbia                                                                 | Qual. Euro 2008                                                        | -                                                                      | 19’ 72’                                                                |
| 7-10-2006                                                              | Alma-Ata                                                               | Kazakistan                                                             | 0 – 1                                                                  | Polonia                                                                | Qual. Euro 2008                                                        | -                                                                      |                                                                        |
| 11-10-2006                                                             | Chorzów                                                                | Polonia                                                                | 2 – 1                                                                  | Portogallo                                                             | Qual. Euro 2008                                                        | -                                                                      |                                                                        |
| 3-2-2007                                                               | Jerez de la Frontera                                                   | Polonia                                                                | 4 – 0                                                                  | Estonia                                                                | Amichevole                                                             | 1                                                                      |                                                                        |
| 22-8-2007                                                              | Mosca                                                                  | Russia                                                                 | 2 – 2                                                                  | Polonia                                                                | Amichevole                                                             | -                                                                      | 46’                                                                    |
| 8-9-2007                                                               | Lisbona                                                                | Portogallo                                                             | 2 – 2                                                                  | Polonia                                                                | Qual. Euro 2008                                                        | -                                                                      | 55’                                                                    |
| 12-9-2007                                                              | Helsinki                                                               | Finlandia                                                              | 0 – 0                                                                  | Polonia                                                                | Qual. Euro 2008                                                        | -                                                                      |                                                                        |
| 26-5-2008                                                              | Reutlingen                                                             | Polonia                                                                | 1 – 1                                                                  | Macedonia                                                              | Amichevole                                                             | -                                                                      | 37’                                                                    |
| 1-6-2008                                                               | Chorzów                                                                | Polonia                                                                | 1 – 1                                                                  | Danimarca                                                              | Amichevole                                                             | -                                                                      | 46’                                                                    |
| 8-6-2008                                                               | Klagenfurt                                                             | Polonia                                                                | 0 – 2                                                                  | Germania                                                               | Euro 2008 - 1º turno                                                   | -                                                                      | 75’                                                                    |
| 12-6-2008                                                              | Vienna                                                                 | Austria                                                                | 1 – 1                                                                  | Polonia                                                                | Euro 2008 - 1º turno                                                   | -                                                                      | 46’                                                                    |
| 20-8-2008                                                              | Donec'k                                                                | Ucraina                                                                | 1 – 0                                                                  | Polonia                                                                | Amichevole                                                             | -                                                                      | 12’                                                                    |
| 5-9-2009                                                               | Cracovia                                                               | Polonia                                                                | 1 – 1                                                                  | Irlanda del Nord                                                       | Qual. Mondiali 2010                                                    | -                                                                      | 62’                                                                    |
| Totale                                                                 |                                                                        | Presenze                                                               | 14                                                                     |                                                                        | Reti                                                                   | 1                                                                      |                                                                        |